# Х-38
Х-38  — российская высокоточная авиационная ракета класса «воздух-поверхность» малого радиуса действия. Предназначена для уничтожения широкого круга целей: бронетехники, надводных кораблей и подводных лодок в надводном положении, а также других, как укреплённых, так и легкоуязвимых, одиночных и групповых целей. Принята на вооружение в конце 2012 года.
Разработана корпорацией «Тактическое ракетное вооружение».
Предназначена для вооружения перспективных российских авиационных комплексов 5-го поколения, а также некоторых самолётов 4 поколения.

## История создания
Работа над ракетой была начата в начале 1990-х годов. Впервые ракета была продемонстрирована на МАКС-2007.

## Конструкция

Эскиз ракеты Х-38

Особенностью конструкции ракеты является то, что в зависимости от условий на театре военных действий для поражения различных типов целей ракета может оснащаться не только различными головками самонаведения, но и различными боевыми частями, что существенно расширяет круг возможных для поражения целей.
В случае запуска с вертолётов в кормовой части ракеты устанавливаются стартовые ускорители, обеспечивающие достижение необходимой начальной скорости.
Для снижения ограничений по движению носителя в ракете применён очень широкий угол по пеленгу цели ±80° в горизонтальной плоскости, возможно с нашлемным целеуказанием.
По сравнению с ракетами семейств Х-25 и Х-29 у Х-38 существенно увеличены назначенные ресурсы по взлётам/посадкам, налёту под носителем, наработке аппаратуры на отказ, срок службы ракеты увеличен до 10 лет
В 2015 году корпорацией «Тактическое ракетное вооружение» на базе ракеты Х-38 были разработаны «ракето-бомбы» «Гром-1» и «Гром-2» (экспортные варианты — «Гром-Э1» и «Гром-Э2»).
«Гром-1» — управляемая ракета с мощной боевой частью, общей массой 520 кг.
«Гром-2» — планирующая бомба, у которой на месте двигателя располагается еще одна боевая часть весом 165 килограммов при общем весе 598 килограммов.

## Модификации

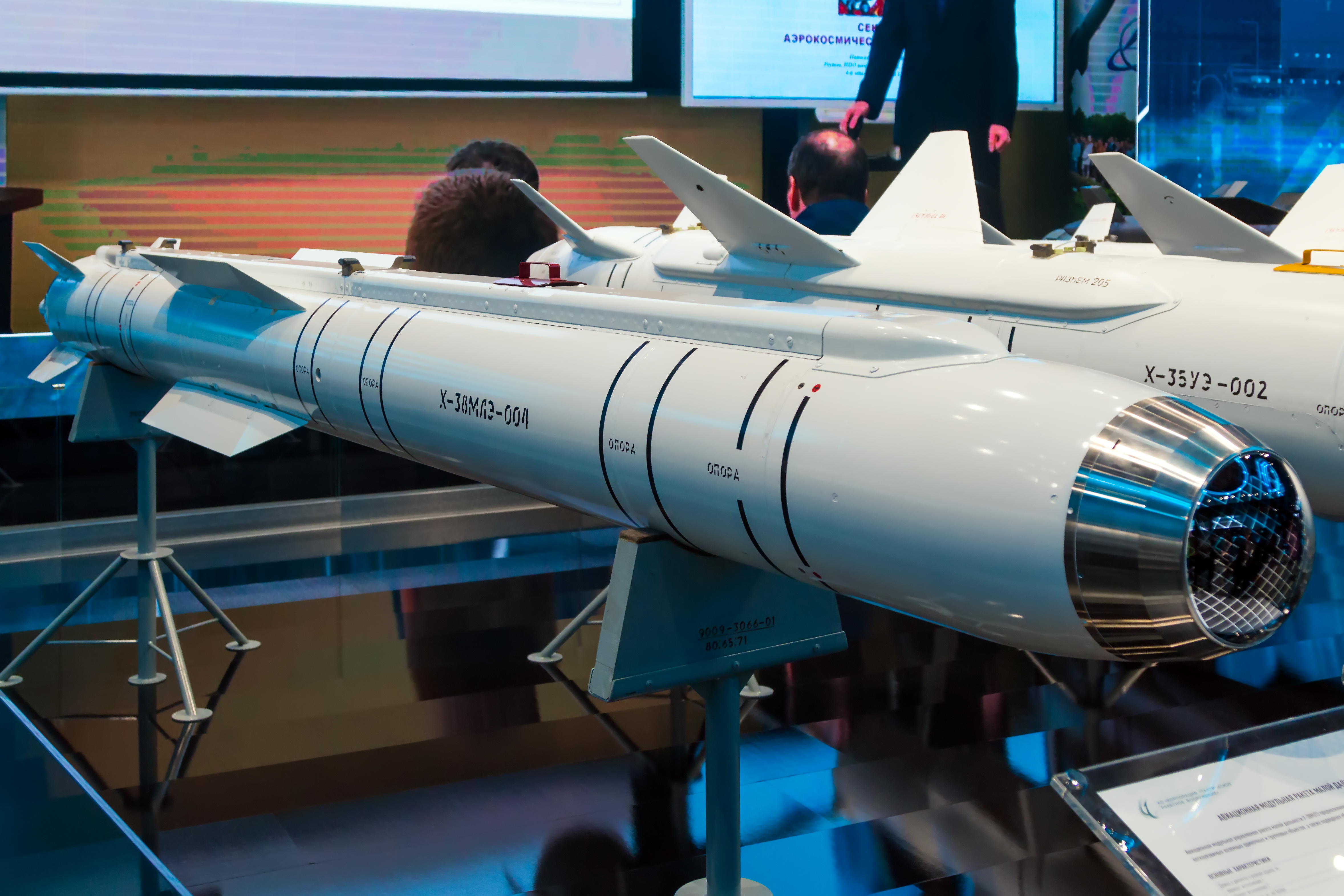
Х-38МЛЭ на выставке Армия-2022. Хорошо видно укороченное крыло и лазерную ГСН.

Ракеты семейства Х-38 являются модульными. В зависимости от предполагаемого типа цели на ракету могут быть установлены различные боевые части и головки самонаведения.
Наведение всех модификаций является комбинированным — на маршевом участке ракета управляется инерциальным способом, а на конечном участке траектории переходит на самонаведение.
- Х-38МЛЭ — модификация ракеты с лазерной ГСН[3]
- Х-38МКЭ — модификация ракеты со спутниковой навигацией ГЛОНАСС[3]
- Х-38МТЭ — модификация ракеты с тепловизионной ГСН[3]
- Х-38МАЭ — модификация ракеты с активной радиолокационной ГСН[3]

В зависимости от задачи на ракете могут применяться различные боевые части:
- На ракетах модификаций Х-38МАЭ, Х-38МЛЭ и Х-38МТЭ могут устанавливаться:

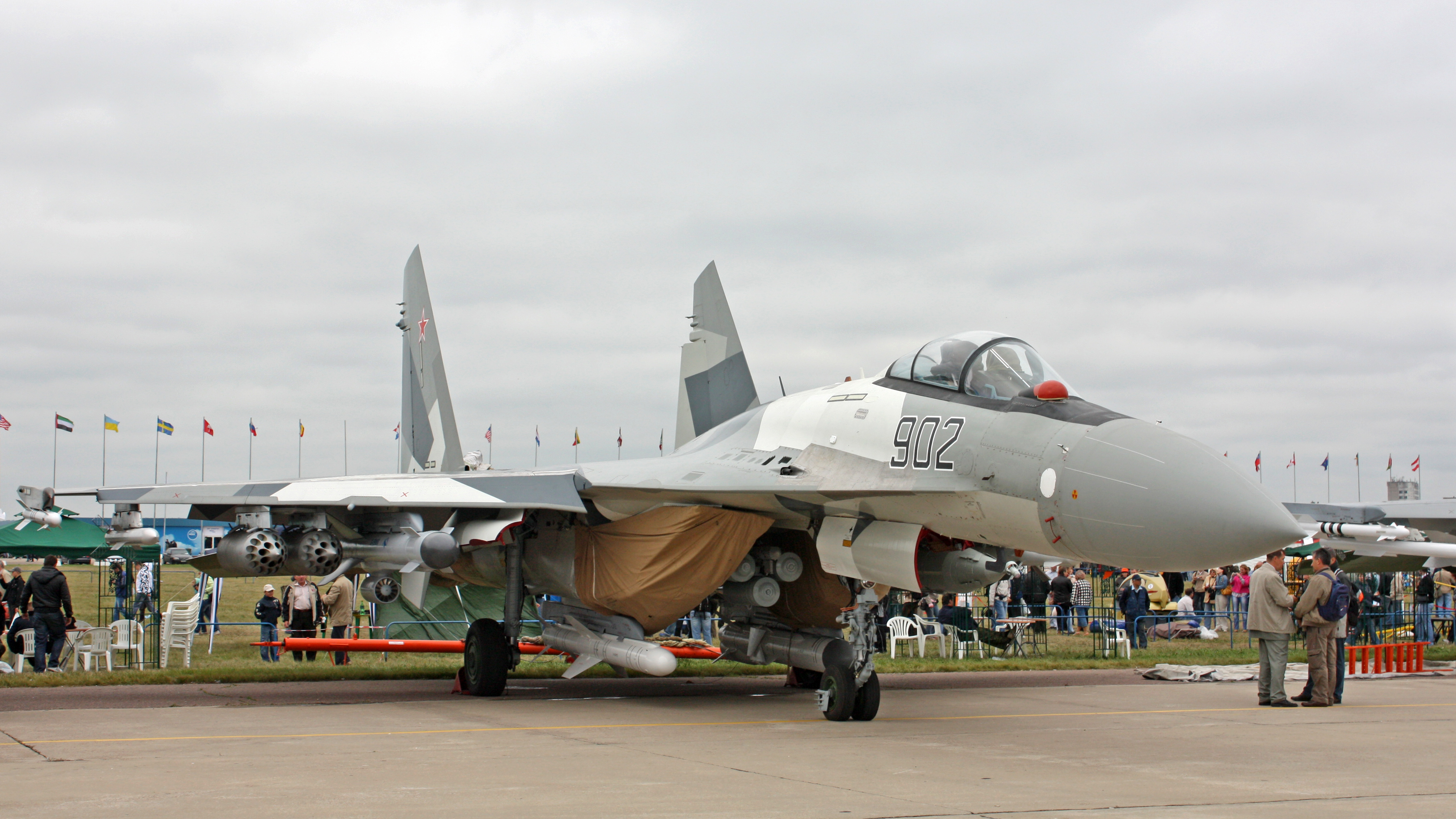
Х-38 на поддвигательном пилоне истребителя Су-35С. МАКС-2009

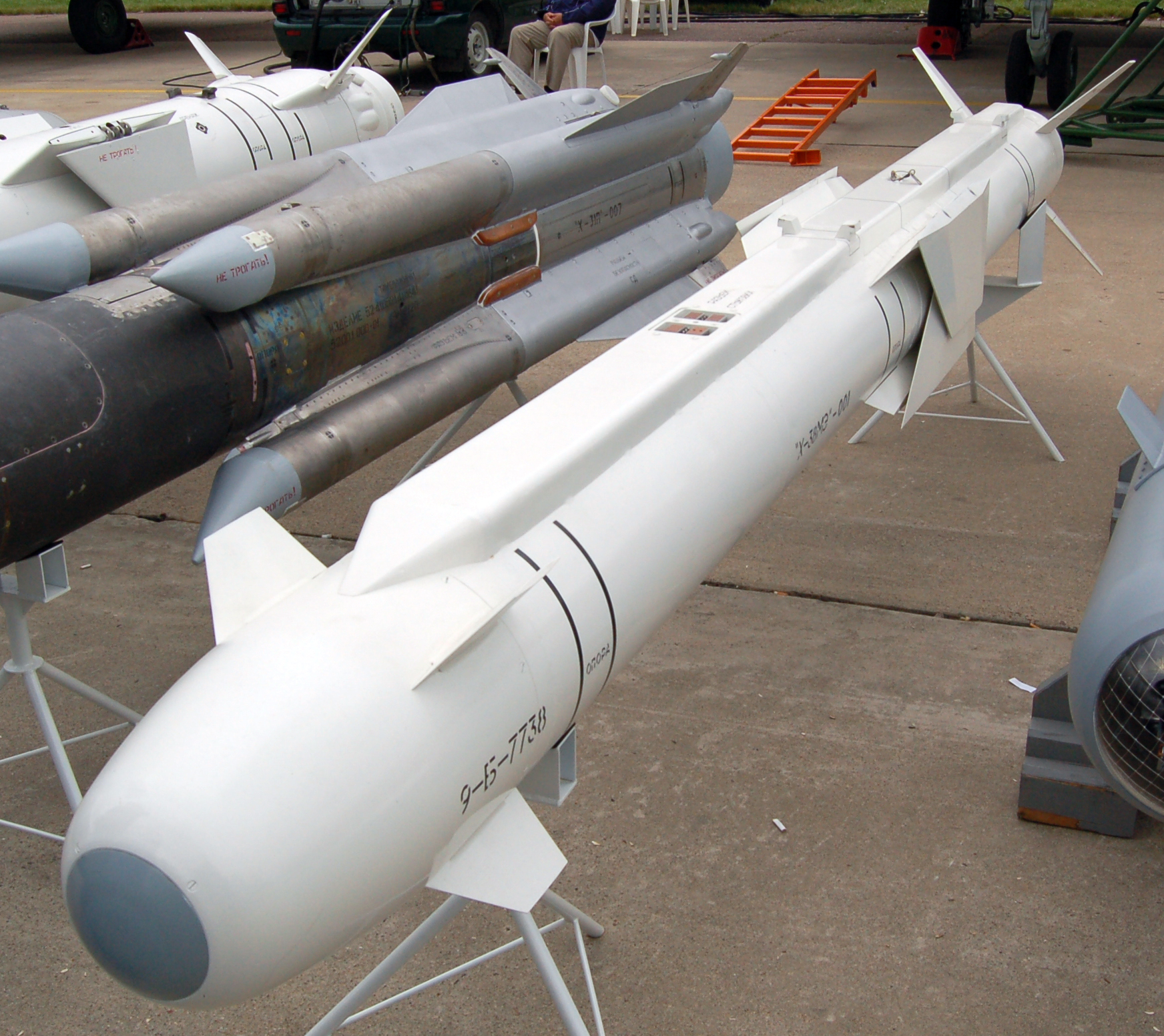
Х-38 со сложенным крылом. МАКС-2009

  - осколочно-фугасные[2] или
  - проникающие[2] боевые части
- На ракетах модификаций Х-38МКЭ устанавливаются
  - кассетные боевые части[2]